# Korinne, Nîjnohirskîi
Korinne (în ucraineană Корінне) este un sat în comuna Novohrîhorivka din raionul Nîjnohirskîi, Republica Autonomă Crimeea, Ucraina.

## Demografie
Componența lingvistică a localității Korinne
     Rusă (84,05%)
     Ucraineană (15,54%)
Conform recensământului din 2001, majoritatea populației localității Korinne era vorbitoare de rusă (84,05%), existând în minoritate și vorbitori de ucraineană (15,54%).